# Талес (Кастельйон)
Талес (валенс. Tales, ісп. Tales) — муніципалітет в Іспанії, у складі автономної спільноти Валенсія, у провінції Кастельйон. Населення — 893 особи (2010).

## Географія
Муніципалітет розташований на відстані близько 290 км на схід від Мадрида, 23 км на захід від міста Кастельйон-де-ла-Плана.

## Демографія
Динаміка населення (INE ):

## Галерея зображень

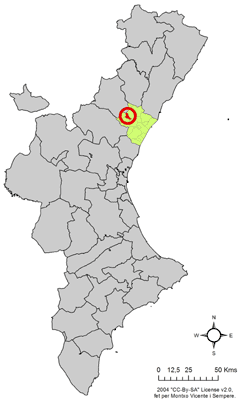
Розташування муніципалітету Талес у автономній спільноті Валенсія
Розташування муніципалітету Талес у комарці Плана-Баха
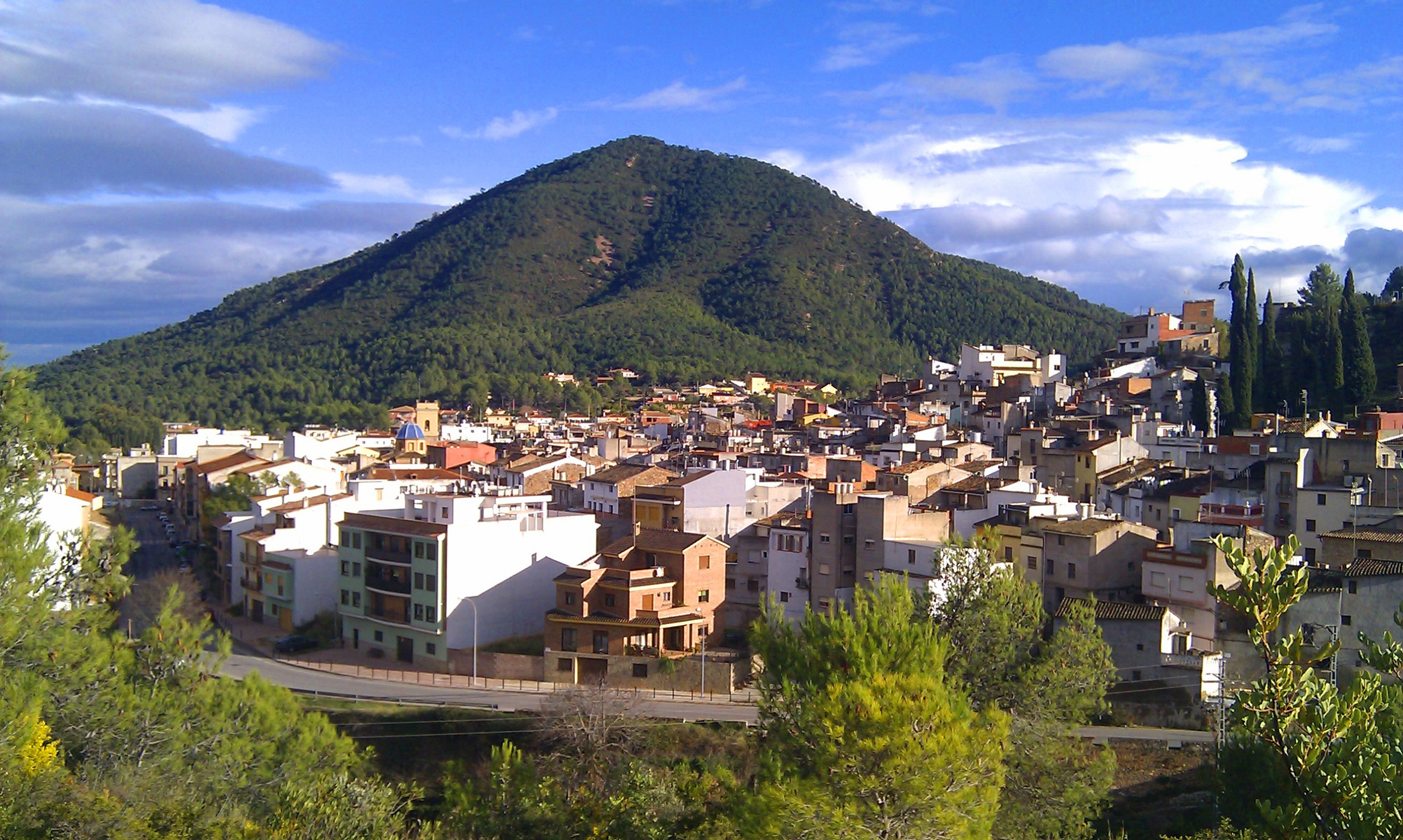
Талес
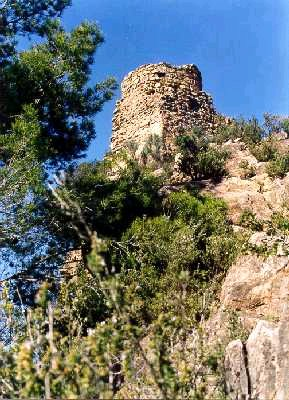
Замок у Талесі